# Суомісаунді
Суомісаунді (suomisaundi, suomistyge, spugedelic trance), також відомий як суомі-транс, фінський транс — це течія в вільному психоделічному трансі, що бере початок у Фінляндії.
Суомітранс випускається не тільки у Фінляндії, але і в Австралії та Новій Зеландії, де і фінський, і австралійський псай-транс мають свою стійку аудиторію.

## Особливості
Суомі-транс не знає обмежень, як, наприклад більшість композицій фулл-она. Головною відмінною рисою цього стилю можна назвати відсутність канонів і правил, за винятком типового малюнка трансу. Інші особливості — мелодійність композицій, часті запозичення з раннього гоа-трансу і ейсід-трансу. Фінський транс повний химерних семплів і ефектів, хитрих сбивок ударних, мовних семплів на фінському або англійською мовою, а також звукових ефектів в стилі відеоігор 1980-х років. У композиціях або в їхніх назвах присутній гумор і іронія, часто іронія над собою. Деякі навіть називають композиторів суомі-стилю анархістами або «панками у світі трансу», оскільки композиції суомісаунді виділяються на тлі більш «мейнстримового» європейського та ізраїльського псай- трансу і виглядають більш прогресивними.
Фінський есід-, гоа- і псі-транс випускається у Фінляндії з початку 1990-х, з перших років становлення есід- / гоа-трансової культури. Суомісаунді спочатку утворився внаслідок шаленої ненависті до Tuubi, термін, що позначає все, що не вважалося суомісаунді. У Фінляндії безліч музикантів, що працюють в стилі суомі-трансу, деякі з них GAD, Squaremeat, Texas Faggott, Pelinpala, Haltya, Kiwa і EvsY .
 GAD  випустили свій альбом «Apollo 3D» в 1996 на лейблі Exogenic Records [Архівовано 19 травня 2006 у Wayback Machine.], який може вважатися найпершим альбомом суомі-стилю.
 Texas Faggott  і їх однойменний дебютний альбом, що вийшов в 1999 році на австралійському лейблі Psy-Harmonics, визнані однією з реліквій раннього суомі-саунду, що характеризується більш дивним звучанням.
 Pelinpala  випустили свій альбом « My CD has landed on the nextdoor neighbours dog » в жовтні 1999 року на студії  Demon Tea recordings  в Австралії. Їх альбом явив собою суміш найвищої психоделії і вважається одним з класичних альбомів суомі-саунду.  Pelinpala  пізніше брали участь в іншому визнаному фінському психоделічному олд-скул проекті  Haltya .
 Haltya  видали 3 альбому « Forest Flavor », « Electric Help Elves » і « Book of Nature » та багато інших робіт у своєму унікальному стилі «funky forest sound» (букв. лісовий фанк).  Haltya  визнані одними з засновників напряму псай (psy) завдяки своєму особливому підходу до музики. Вони — одні з найбільш затребуваних фінських музикантів за кордоном, які виступають наживо.

## 2000-і
З 2000 світовий інтерес до фінського трансу зріс і багато фінських групи виступають за кордоном. Тим не менш, за межами Фінляндії суомі-стиль досі сприймається як якась дивина. Найбільш численна аудиторія суомісаунді крім Фінляндії знаходиться в Росії, Україні, Ізраїлі, Японії та Австралії. Японський лейбл  6-Dimension Soundz  майже повністю займається релізами суомі-трансу.

## Представники
- Aavepyora
- Bechamel Boyz
- Calamar Audio
- Club Kooma
- Digital Beat
- Eraser vs Yöjalka
- Exuus [Архівовано 26 вересня 2015 у Wayback Machine.]
- Flying Scorpions
- G.A.D
- Huopatossu Mononen
- Igor Swamp
- I.L.O.
- James Reipas
- Haltya
- Kiwa (band)
- Kirna
- Lemon Slide
- Luomuhappo
- Mandalavandalz
- Masatronics
- Mindex [Архівовано 8 грудня 2015 у Wayback Machine.]
- Mullet Mohawk
- NBR
- Psyneoprene
- Okta
- Omituisten Otusten Kerho
- Outolintu
- Pavel Svimba
- Pelinpala
- Pentti Slayer
- Poly 61
- Puoskari
- Salakavala
- Sienis
- Shiwa 2000
- Squaremeat
- Summamutikka
- Tea Chairs
- Tekniset
- Texas Faggott
- Torakka
- Troll Scientists
- Tutankhamon 9000
- Vihtahousu
- Vishnudata
- Ukkonoa
- Scooter Baba
- DDA